# Synagogue Neve Shalom (Istanbul)
Pour les articles homonymes, voir Synagogue Neve Shalom.
La synagogue Neve Shalom (en turc : Neve Şalom Sinagogu, en hébreu : בית הכנסת נווה שלום) est un lieu de culte israélite située dans le district de Beyoğlu, à Istanbul. 
Lieu de rassemblement de la communauté séfarade, elle compte parmi les plus importantes synagogue de la ville. Elle fut victime d'attentats à trois reprises au cours de son histoire : en 1986, en 1992 et en 2003.
Avec le développement de la communauté juive des districts de Pera et de Galata (aujourd'hui regroupés dans le district de Beyoğlu) au cours des années 1930 s'impose très vite la nécessité de concevoir un lieu de culte apte à accueillir l'ensemble de ses membres. En 1938, c'est dans une salle de l'école primaire juive de la rue Büyük Hendek que sont célébrés les offices, mais cette solution apparaît rapidement insuffisante. 
La construction d'une grande synagogue est décidée le 24 avril 1948, le début des travaux intervenant un an plus tard. Deux jeunes architectes turcs, Elyo Ventura et Bernar Motola, sont chargés de les superviser. Ils dessinent les plans d'un vaste édifice à plan centré, s'articulant autour d'un large dôme octogonal, l'ensemble s'inspirant visiblement de l'architecture traditionnelle ottomane. La salle de prière est bordée de collatéraux supportant des tribunes où les femmes prennent place durant les offices (mekhitsa). Au total, l'édifice peut accueillir près de 2000 fidèles.
La synagogue est inaugurée en présence du Grand Rabbin de Turquie de l'époque, Hakham Bashi Rafael David Saban, le 25 mars 1951 (soit le 17 veadar 5711 suivant le calendrier hébraïque).
L'édifice est victime de trois attaques terroristes au cours de son histoire : la première, imputée à l'activiste palestinien Abou Nidal, cause la mort de 22 personnes le 6 septembre 1986 ; la seconde, qui ne cause ni dommages ni victimes, intervient le 1er mars 1992 et est attribuée au Hezbollah libanais ; la troisième se produit durant la vague d'attentats qui secoue la ville le 16 novembre 2003.